# Vitorino (Paraná)
Pour les articles homonymes, voir Vitorino.
Vitorino est une ville brésilienne du sud-ouest de l'État du Paraná. Elle se situe à une latitude de 26° 16' 37" sud et par une longitude de 52° 47' 02" ouest, à une altitude de 720 mètres. Sa population était estimée à 6 142 habitants en 2006. La municipalité s'étend sur 308 km2.

## Maires
| Période | Période | Identité         | Étiquette | Qualité |
| ------- | ------- | ---------------- | --------- | ------- |
| 2009    | 2012    | Valdir Picolotto | PMDB      |         |

## Villes voisines
Vitorino est voisine des municipalités (municípios) suivantes :
- Renascença
- Bom Sucesso do Sul
- Pato Branco
- Mariópolis
- Jupiá dans l'État de Santa Catarina
- São Lourenço do Oeste dans l'État de Santa Catarina